# راشل کوپر (بازیکن فوتبال)
راشل کوپر (انگلیسی: Rachel Cooper؛ زادهٔ ۱۴ مارس ۱۹۸۹) بازیکن فوتبال اهل استرالیا است.
وی همچنین در تیم ملی فوتبال زنان استرالیا بازی کرده‌است.